# Gestörte Gesamtschuld
Eine gestörte Gesamtschuld liegt vor, wenn mehrere für einen Schaden dergestalt verantwortlich sind, dass sie eigentlich als Gesamtschuldner haften würden, einer von ihnen jedoch aufgrund eines Haftungsprivilegs dem Geschädigten gegenüber von der Haftung freigestellt wäre.
Hier stellt sich die Frage, wer die Folgen der Privilegierung tragen soll: Geschädigter, privilegierter Schädiger oder nichtprivilegierter Schädiger.

## Auslösende Umstände
Grundsätzlich sind zwei Möglichkeiten einer Haftungsprivilegierung denkbar: vertraglich vereinbarte und gesetzliche. Insbesondere ist an folgende gesetzliche Haftungsprivilegierungen zu denken, bei denen das Vertretenmüssen auf die eigenübliche Sorgfalt beschränkt wird § 277 BGB:
- § 346 Abs. 3 S. 1 Nr. 3 BGB Wertersatzpflicht des Rücktrittsberechtigten bei Sorgfalt in eigenen Angelegenheiten
- § 347 Abs. 1 S. 2 BGB Wertersatzpflicht des Rücktrittsberechtigten für nichtgezogene Nutzungen bei Sorgfalt in eigenen Angelegenheiten
- § 690 BGB Unentgeltliche Verwahrung
- § 708 BGB Haftung der Gesellschafter im Innenverhältnis
- § 1359 BGB Haftung der Ehegatten untereinander
- § 1664 Abs. 1 BGB Haftung im Eltern-Kind-Verhältnis
- § 2131 BGB Verhältnis Nacherbe-Vorerbe
- § 104 Abs. 1 S. 1 SGB VII Beschränkung der Haftung der Unternehmer
- § 105 Abs. 1 S. 1 SGB VII Beschränkung der Haftung anderer im Betrieb tätiger Personen
- § 115 Abs. 1 S. 4 VVG Haftung des Versicherers und des ersatzpflichtigen Versicherungsnehmers

Des Weiteren sind auch andere Haftungsprivilegierungen denkbar, die die Haftung nicht auf die Sorgfalt in eigenen Angelegenheiten (§ 277 BGB) begrenzen:
- § 680 privilegierte Haftung des Notgeschäftsführers

## Lösung
Die Lösung dieses Problems ist in der juristischen Fachwelt umstritten. Insbesondere haben sich folgende Lösungsansätze herausgebildet:
Die Rechtsprechung unterscheidet zwischen vertraglicher und gesetzlicher Privilegierung. Bei der erstgenannten legt die Rechtsprechung die Vereinbarung aus. Ergibt die Auslegung, dass der Privilegierte letztlich nicht haften soll, bekommt der Privilegierte einen Freistellungsanspruch gegenüber dem Geschädigten. Konstruktiv lässt die Rechtsprechung den nichtprivilegierten Schädiger zunächst im Außenverhältnis voll haften. Im Innenverhältnis kann der Nichtprivilegierte vom Privilegierten anteilig den vollen Ersatz verlangen. Allerdings hat der privilegierte Schädiger dann gegenüber dem Geschädigten einen Anspruch auf Freistellung in Höhe des Betrages der Haftungsprivilegierung (BGH NJW 1983, 624, 626) (sogenanntes Regresskarussell). Bei gesetzlichen Haftungsprivilegierungen hingegen vertritt die Rechtsprechung, dass der Geschädigte nur einen gekürzten Anspruch hat (BGHZ 61, 51, 55). Folgt die gesetzliche Privilegierung allerdings wegen eines milderen Haftungsmaßstabes (z. B. § 1664 Abs. 1 BGB), geht die Rechtsprechung davon aus, dass dem Privilegierten der Schaden nicht zugerechnet werden kann, und daher schon kein Gesamtschuldverhältnis entsteht (BGHZ 103, 338, 346 ff.).
Nach verbreiteter Ansicht im juristischen Schrifttum ist der Anspruch des Geschädigten aus § 840 Abs. 1, § 426 BGB gegenüber dem nicht privilegiert Haftenden gleich um den Betrag der Haftungsprivilegierung zu kürzen, da die Haftungsprivilegierung ansonsten, sofern sie vertraglich vereinbart wurde, ein im Grundsatz unzulässiger Vertrag zu Lasten Dritter sei.